# Askhar Mamin
Askhar Uzakhbaiuli Mamin (en kazakh: Асқар Ұзақбайұлы Мамин, Asqar Uzaqbayulı Mamïn; Tselinograd, RSS del Kazakhstan, Unió Soviètica, 23 d'octubre de 1965) és un polític i economista kazakh que va ocupar el càrrec de primer ministre del Kazakhstan de 2019 a 2022, dimitint per la pressió dels disturbis de 2022. Va ocupar el càrrec de viceprimer ministre primer des del 9 de setembre de 2016 fins al 21 de febrer de 2019. Anteriorment, va ser president del Kazakhstan Temir Joli, l'empresa nacional de ferrocarrils del Kazakhstan.
Mamin va ser alcalde (äkim) d'Astanà de 2006 a 2008, i ministre de Transports i Comunicacions en el Gabinet de Danial Akhmétov de 2005 a 2006, i viceprimer ministre primer de 2016 a 2019 i primer ministre del Kazakhstan de 2019 a 2022.

## Primers anys i carrera
Mamin es va llicenciar en l'Institut d'Enginyeria Civil de Tselinograd i en la Universitat Russa d'Economia Plekhanov, en les especialitats d'enginyeria civil i economia.
Va començar la seva carrera com a muntador del fideïcomís Tselintyazhstroy. Va ser subdirector general de la Unió d'Empreses Innovadores del Kazakhstan. De 1996 a 2008, va ocupar els càrrecs de primer sotsgovernador d'Astanà, viceministre de Transports i Comunicacions de la República del Kazakhstan i primer viceministre d'Indústria i Comerç de la República del Kazakhstan. També és president de la Federació d'Hoquei sobre Gel del Kazakhstan, càrrec que va assumir en 2008.
Membre del partit polític governant al Kazakhstan, Nur Otan, Mamin va ser nomenat äkim (alcalde) d'Astanà en el 21 de setembre de 2006. Va exercir aquest càrrec fins que es va convertir en el president de l'empresa Kazakhstan Temir Joli el 17 d'abril de 2008.
El 9 de setembre de 2016, va ser nomenat primer viceprimer ministre del Gabinet Saguintaiev. El 8 de gener de 2018, Mamin va entrar en el consell d'administració de l'empresa nacional Kazakh Tourism.